# Tammerfors ortodoxa kyrka
Tammerfors ortodoxa kyrka (finska: Tampereen ortodoksinen kirkko) eller Helige Alexander Nevskij och Helige Nikolaos kyrka (Pyhän Aleksanteri Nevskin ja Pyhän Nikolaoksen kirkko) är en finsk-ortodox kyrkobyggnad belägen i staden Tammerfors i Finland. Den är Tammerfors ortodoxa församlings huvudkyrka.

## Historia
Tammerfors ortodoxa kyrka började byggad 1896 och stod färdig 1899. Kyrkan ritades av T. U. Jazykov som representerar nybysantinsk kyrkoarkitektur.
Tomten för kyrkan donerades av staden, och även byggandet finansierades med donationer. 
Kyrkan invigdes av ärkebiskop Nikolaj 1899. Efter att ha skadats under finska inbördeskriget låg den öde en liten tid. I synnerhet under erövringen av Tammerfors blev kyrkan utsatt för plundringar, och största delen av dess föremål försvann då. Finska staten återlämnade byggnaden i finsk-ortodoxa kyrkans ägo 1919.

## Kyrkobyggnaden
Kyrkan har sju kupoler, varav huvudkupolen ligger på en höjd av 17 meter.

## Inventarier
- Ikonostasen är hämtad från Sankt Petersburg i Ryssland.
- Ikonerna representerar västländsk romantik som var den dominerande stilen i Ryssland på 1800-talet.

## Bilder

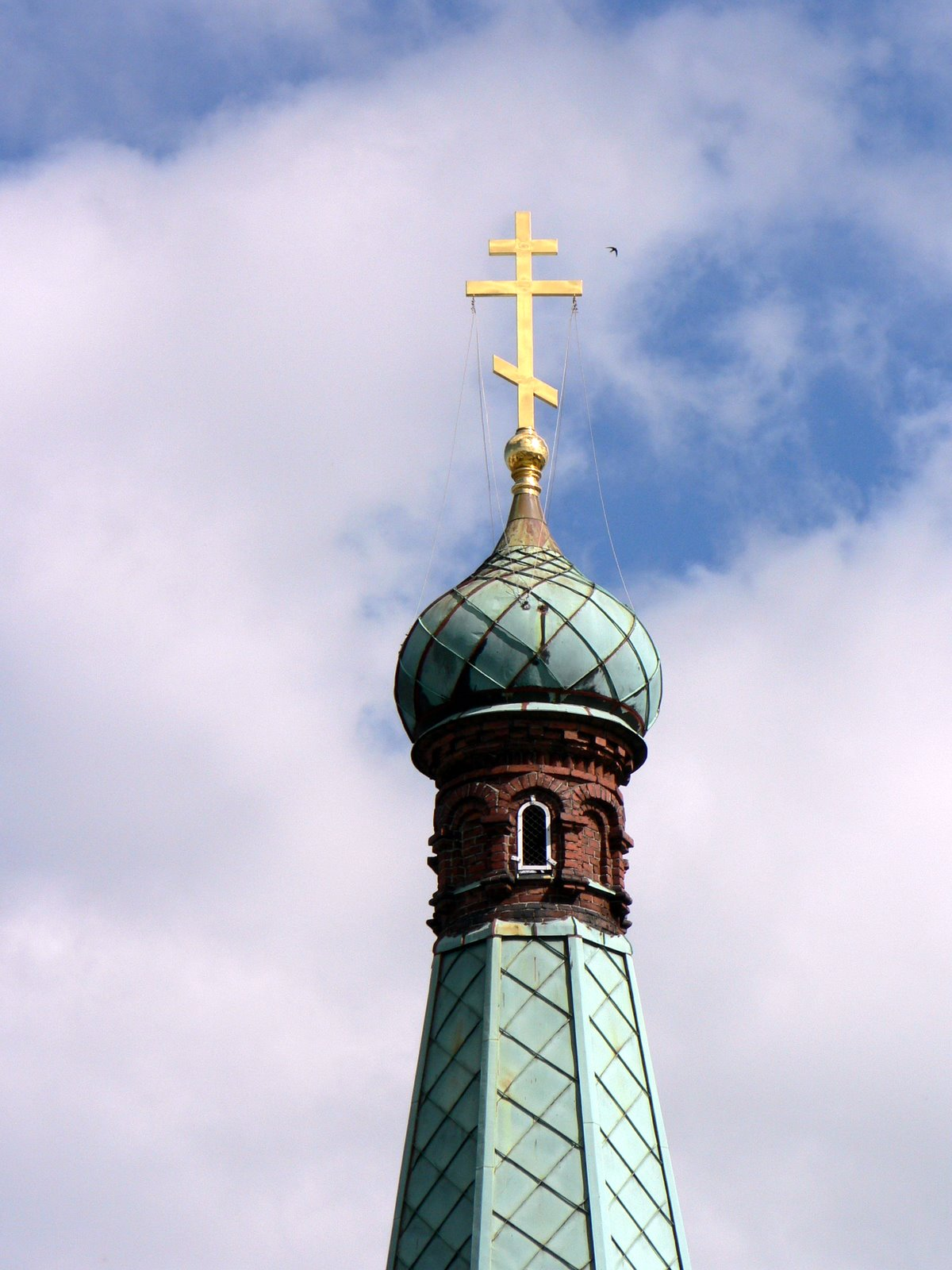
En av kupolerna med ett ortodoxt kors på.
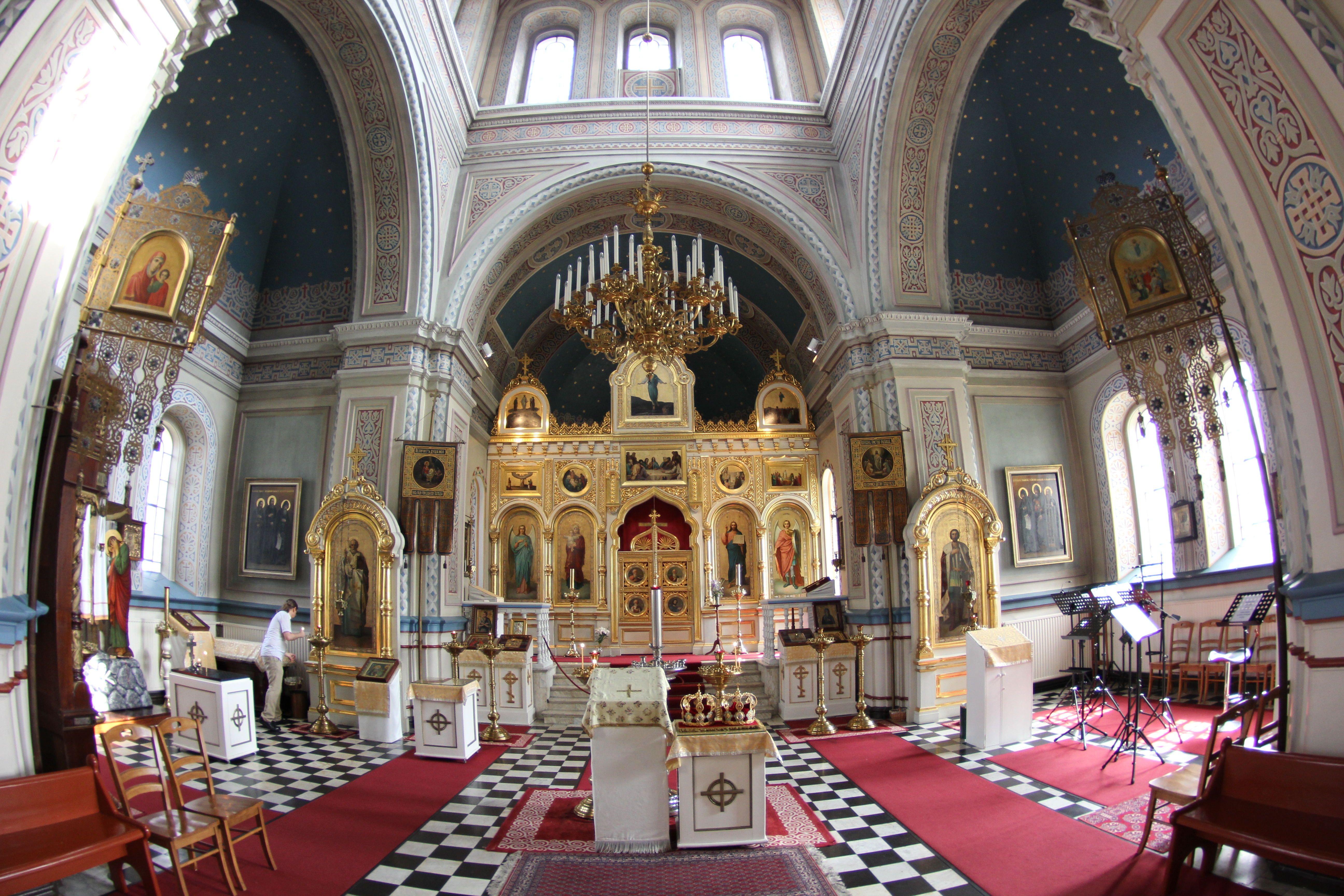
Kyrkans interiör mot ikonostasen.
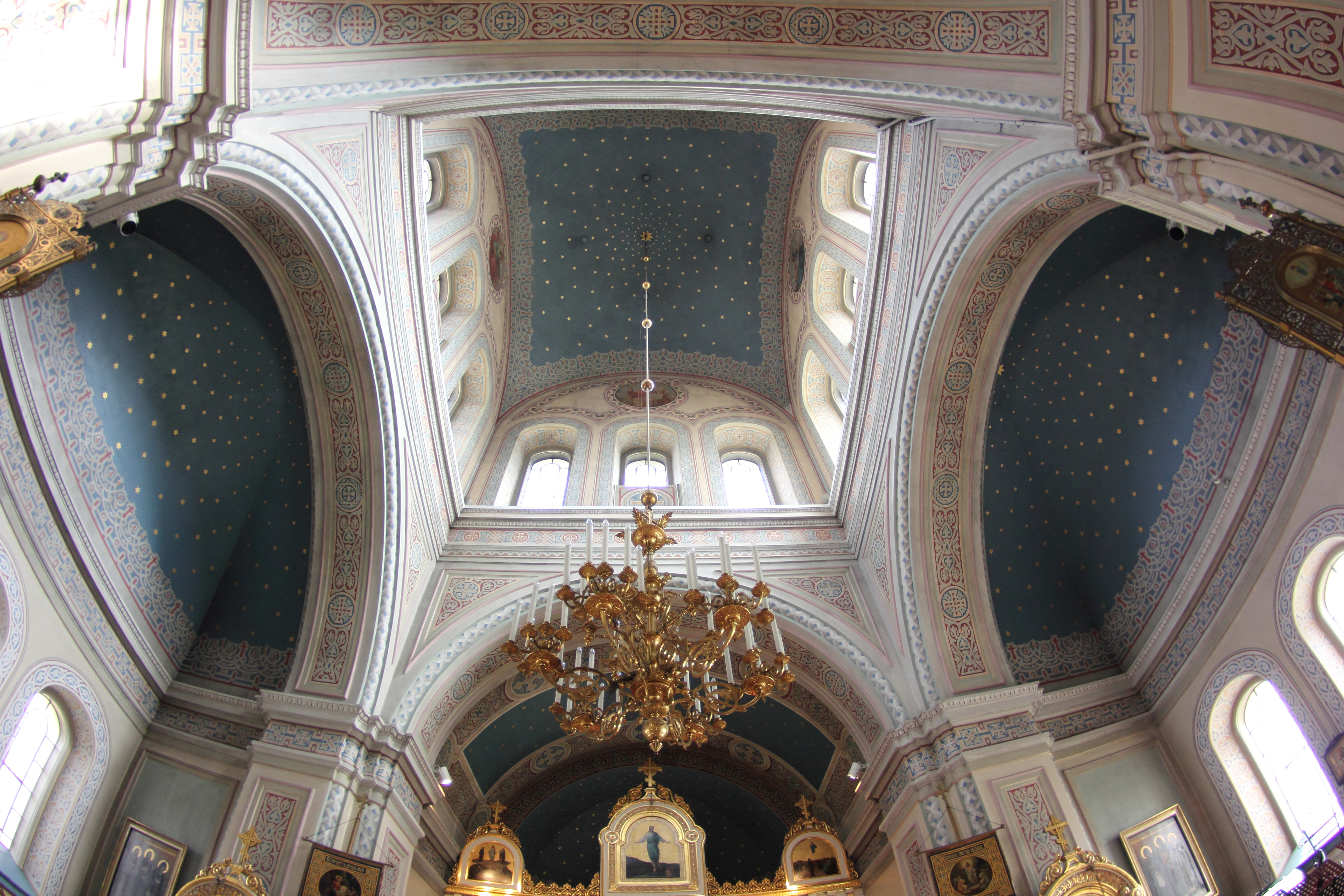
Taket.